# لوخی
لوخی یک روستا در ایران است که در دهستان بالابند واقع شده‌است. لوخی ۶۳ نفر جمعیت دارد.ح_عرض جغرافیایی۳۵درجه۳۹دقیقه و۱٫۴۶ثانیه طول۵۹درجه۳۸دقیقه و۳ثانیه است.جمعیت در سال ۱۴۰۲ حدود ۴۰ خانوار_این روستا دارای آسیاب و مسجد و حسینه است.دو رشته قنات(کاریز)دارد.
ارتفاع روستا از سطح دریا بالغ بر ۱۹۶۰ متر است.
فاصله تا فریمان حدود ۴۵ کیلومتر و جاده آن آسفالته است.